# Drew Tal
Drew Tal (en hebreo: דרור טולידאנו, Dror Toledano; Haifa, 7 de octubre de 1957) es un artista y fotógrafo israelí afincado en  Nueva York. Su trabajo ha sido expuesto en todo el mundo e incluido en colecciones, como la de Norton y la del  New Britain Museum. Su trabajo se encuentra también las colecciones de Ecole Internationale de New York, la colección J. Steinbecker, la colección Robbins, Foreman y las colecciones de la Gallery Swanstrom, así como la colección de  la Cooper Gallery.

## Primeros años
Tal fue a la Escuela Elementaria Geula (בית ספר גאולה) y luego al Colegio Técnico Bosmat (בסמ"ת), donde se graduó en Arquitectura, Construcción, y Diseño de Interiores.
Entre 1976 y 1979, estuvo enlistado en las Fuerzas de Defensa de Israel como comandante de tanque en la 77.ª Brigada Armada de las alturas del Golán, así como en la península del Sinaí, la Franja de Gaza y el canal de Suez.

## Carrera
En 1981, Tal se mudó a Nueva York y trabajó en la industria de la moda, primero como maquillista, y luego como mánager y diseñador para Lynda Joy Couture, donde empezó su carrera de fotografía de moda.
De 1993 a 2005 Tal trabajó como fotógrafo freelance, haciendo fotografía editorial y campañas publicitarias.
Desde 2005, se ha enfocado en su arte. Desde 2006, ha sido representado en Nueva York por  la Emmanuel Fremin Gallery y en Santa Fe por la Carroll Turner Gallery.  Su trabajo ha sido expuesto en múltiples galerías de arte en los Estados-Unidos así como en prestigiosas ferias artísticas en Nueva York, The Hamptons , Miami y Santa Fe.
En 2013, su serie de trabajos titulada "Worlds Apart" (mundos aparte) fue expuesta en la Istanbul Biennial. En 2015, "Worlds Apart" fue expuesta en Paris.
Tal considera al ser humano como el tema principal de su trabajo que gira en torno a temáticas étnicas, particularmente caras y ojos.
Vive y trabaja en Manhattan.

## Galería

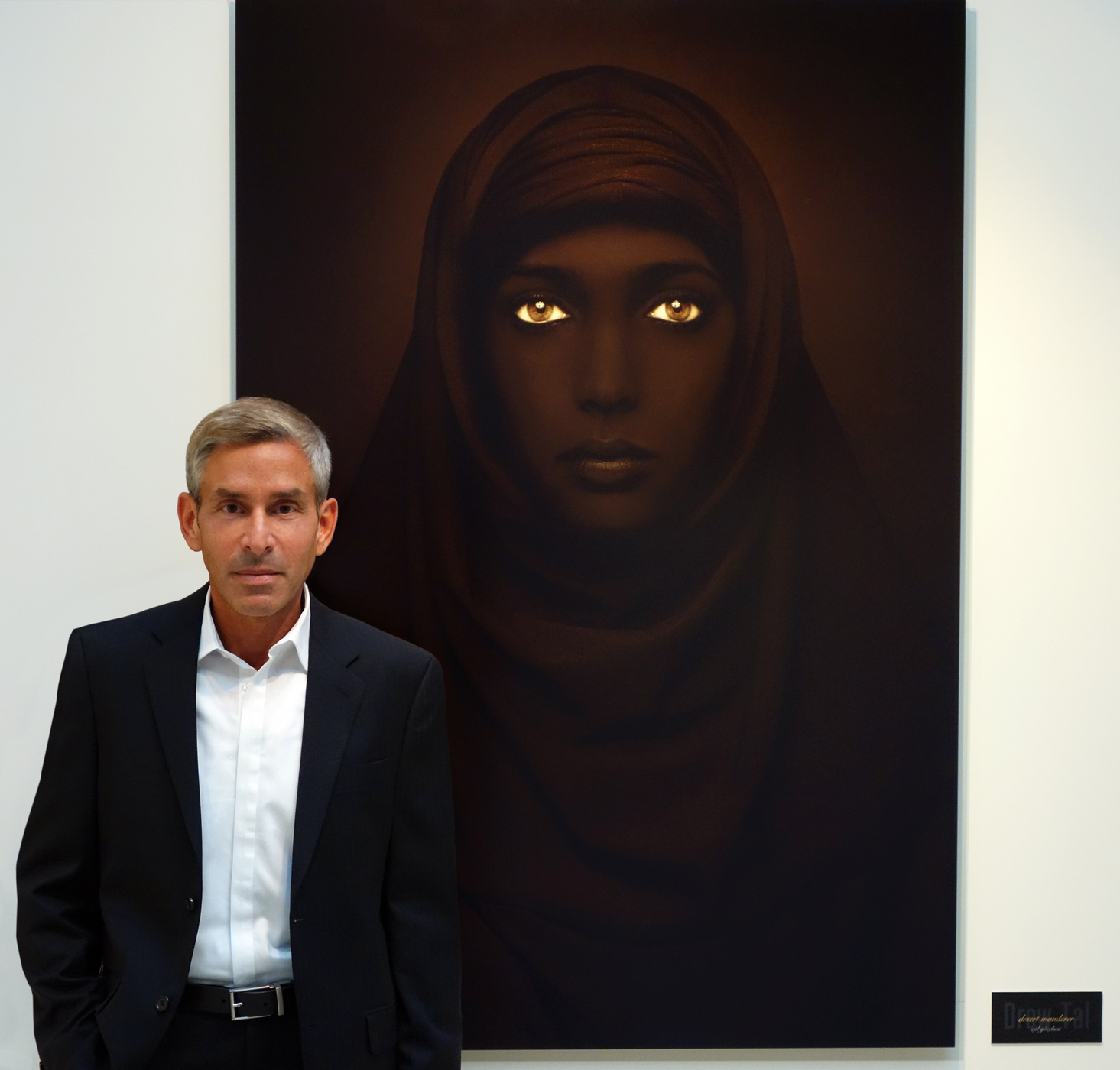
Tal exponiendo su obra titulada "Desert Wanderer" en el Rezan Has Museum de Estambul Turquía para la Bienal de Estambul
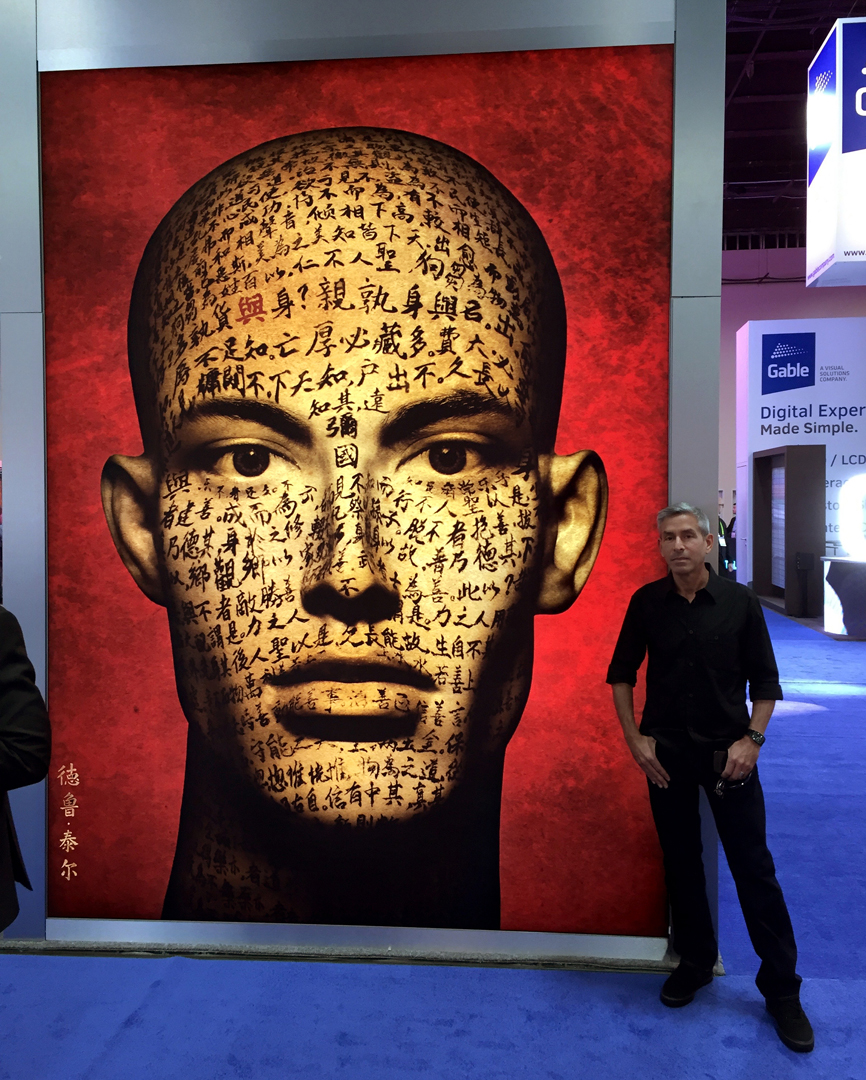
Tal exponiendo su obra titulada "FaceBook of Tao" en la convención GlobalShop 2016 en Las Vegas
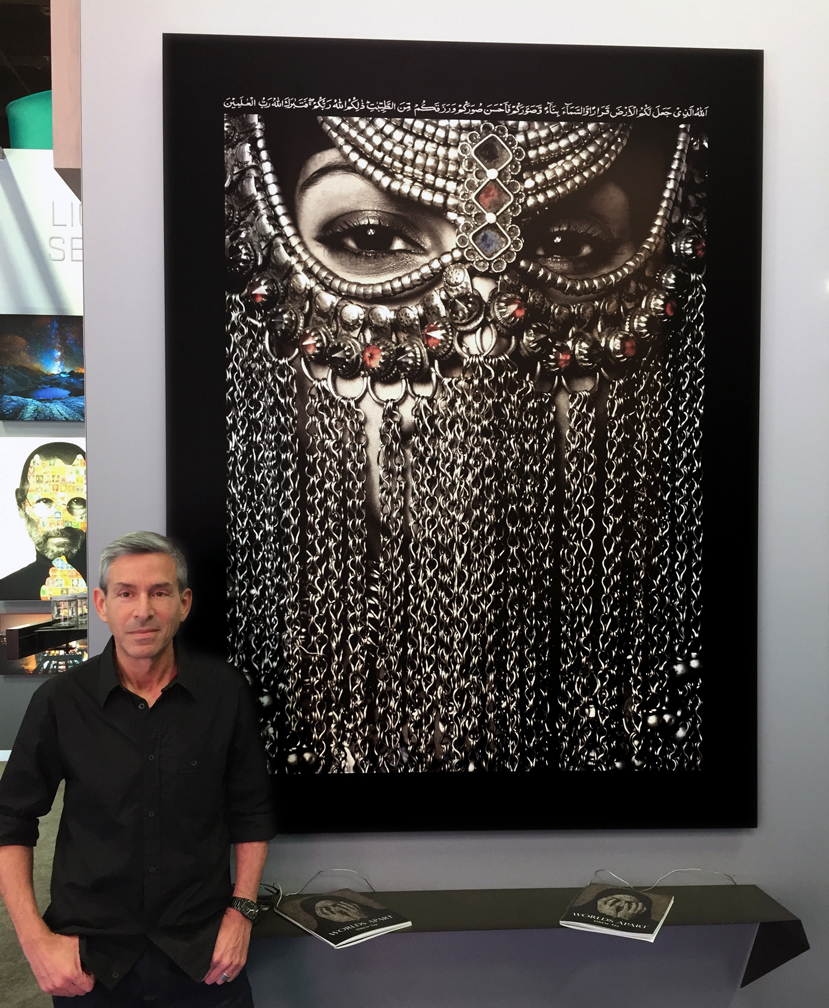
Tal exponiendo su obra titulada "Silence" en la convención GlobalShop 2016 en Las Vegas